# Houston Rockets 2007-2008
La stagione 2007-08 degli Houston Rockets fu la 41ª nella NBA per la franchigia.
Gli Houston Rockets arrivarono terzi nella Southwest Division della Western Conference con un record di 55-27. Nei play-off persero al primo turno per 4-2 con gli Utah Jazz.

## Roster
| N° | Naz.                    | Ruolo | Sportivo        | Anno | Alt. | Peso |
| -- | ----------------------- | ----- | --------------- | ---- | ---- | ---- |
| 0  | Stati Uniti (bandiera)  | G     | Aaron Brooks    | 1985 | 183  | 73   |
| 0  | Stati Uniti (bandiera)  | A     | Bobby Jones     | 1984 | 201  | 98   |
| 1  | Stati Uniti (bandiera)  | A     | Tracy McGrady   | 1979 | 203  | 95   |
| 2  | Stati Uniti (bandiera)  | G     | Luther Head     | 1982 | 191  | 84   |
| 3  | Stati Uniti (bandiera)  | G     | Steve Francis   | 1977 | 191  | 88   |
| 4  | Argentina (bandiera)    | A     | Luis Scola      | 1980 | 206  | 111  |
| 6  | Stati Uniti (bandiera)  | GA    | Bonzi Wells     | 1976 | 196  | 95   |
| 7  | Stati Uniti (bandiera)  | G     | Mike James      | 1986 | 188  | 85   |
| 8  | Stati Uniti (bandiera)  | G     | Bobby Jackson   | 1973 | 185  | 84   |
| 11 | Cina (bandiera)         | C     | Yao Ming        | 1980 | 229  | 141  |
| 12 | Stati Uniti (bandiera)  | G     | Rafer Alston    | 1976 | 188  | 78   |
| 13 | Stati Uniti (bandiera)  | G     | Kirk Snyder     | 1983 | 198  | 102  |
| 14 | Stati Uniti (bandiera)  | A     | Carl Landry     | 1983 | 206  | 112  |
| 19 | Stati Uniti (bandiera)  | A     | Mike Harris     | 1983 | 198  | 109  |
| 20 | Stati Uniti (bandiera)  | A     | Steve Novak     | 1983 | 208  | 100  |
| 25 | Stati Uniti (bandiera)  | A     | Gerald Green    | 1986 | 203  | 91   |
| 30 | Stati Uniti (bandiera)  | A     | Justin Williams | 1984 | 208  | 102  |
| 31 | Stati Uniti (bandiera)  | A     | Shane Battier   | 1978 | 203  | 100  |
| 33 | Stati Uniti (bandiera)  | AC    | Loren Woods     | 1978 | 216  | 111  |
| 44 | Stati Uniti (bandiera)  | A     | Chuck Hayes     | 1983 | 198  | 109  |
| 55 | RD del Congo (bandiera) | C     | Dikembe Mutombo | 1966 | 218  | 111  |

## Staff tecnico
- Allenatore: Rick Adelman
- Vice-allenatori: Elston Turner, Jack Sikma, T.R. Dunn, R.J. Adelman
- Preparatore fisico: David Macha
- Preparatore atletico: Keith Jones
- Assistente preparatore: Keith Garnett